# سلاویتین (ناحیه هاولیتشکوف برود)
سلاویتین (به چکی: Slavětín) یک منطقهٔ مسکونی در جمهوری چک است که در ناحیه هاولیتشکوف برود واقع شده‌است. سلاویتین ۲٫۱۸ کیلومتر مربع مساحت و ۱۱۰ نفر جمعیت دارد و ۵۷۹ متر بالاتر از سطح دریا واقع شده‌است.